# Tyrannochromis macrostoma
Tyrannochromis macrostoma, o big-mouth hap, è una specie di ciclidi haplochromini endemica del Lago Malawi, Questa specie predilige le secche rocciose e può raggiungere una lunghezza di 30 centimetri (12 in) TL.
Protegge la prole per oltre tre settimane dalla nascita. I nati diventano indipendenti quando raggiungono una lunghezza di 3.8-4.0 cm SL e sono in grado di muoversi come cacciatori solitari. Si nutrono muovendosi tra rocce e anfratti in cerca di Mbuna, che afferrano rapidamente con la loro bocca particolarmente larga, da cui il nome specifico.
La specie è presente nel commercio di pesci da acquario.